# Tóth János (asztaliteniszező)
Tóth János magyar asztaliteniszező, edző.
A BVSC volt  NB1-es, később a Békéscsaba többszörös magyar bajnok játékosa, serdülő és ifjúsági 10-ek bajnokság győztese, ifjúsági Európa-bajnoki 3. helyezett 1987-ben Athénban
Edzőként 13-szoros Európa-bajnok Németország színeiben. 12-szeres német bajnok Bundesliga-edzö és Európa-Liga győztes a TSV Betzingen női csapatával. 2001-től 2008-ig Baden-württembergi tartományi-edző, vezetőedző a TSG Heilbronn másodosztályú férfi csapatánál. 2008-tól 2014-ig szövetségi kapitány Luxemburg-ban. 2019-től magyar serdülő lány szövetségi kapitány.